# رينغولد
رينغولد (بالإنجليزية: Ringgold, Georgia) هي مدينة تقع في مقاطعة كاتوسا، جورجيا بولاية جورجيا في الولايات المتحدة. تبلغ مساحة هذه المدينة 10.2 (كم²)، وترتفع عن سطح البحر 237 م، بلغ عدد سكانها 3580 نسمة في عام 2010 حسب إحصاء مكتب تعداد الولايات المتحدة.

## أعلام
- باربرا لي
- أوستين ديفيس
- هيو هيل
- روي هاوس
- كلوديوس س. ويلسون

## وصلات خارجية
- cityofringgold.com نسخة محفوظة 2 فبراير 2015 على موقع واي باك مشين.
- Cities & Counties - Georgia.gov